# Sauveterre-la-Lémance
Sauveterre-la-Lémance är en kommun i departementet Lot-et-Garonne i regionen Nouvelle-Aquitaine i sydvästra Frankrike. Kommunen ligger i kantonen Fumel som tillhör arrondissementet Villeneuve-sur-Lot. År 2022 hade Sauveterre-la-Lémance 569 invånare.

## Befolkningsutveckling
Antalet invånare i kommunen Sauveterre-la-Lémance
| Referens: INSEE |